# Bithynia hambergerae
Bithynia hambergerae is een slakkensoort uit de familie van de Bithyniidae. De wetenschappelijke naam van de soort is voor het eerst geldig gepubliceerd in 2008 door A. Reischutz, N. Reischutz & P.L. Reischutz.